# FSV Hansa 07 Berlin
Die FSV Hansa 07 Berlin ist ein deutscher Sportverein aus Berlin-Kreuzberg. Hauptsportart ist Fußball, Heimstätte der Kreuzberger ist der Sportplatz Wrangelstraße, welcher offiziell 1000 Zuschauern Platz bietet.

## Verein
Hansa 07 wurde am 12. Oktober 1907 als Berliner FC Hansa 07 (B. F. C. Hansa 07) in einem Lokal an der Schlesischen Brücke gegründet. Als Vereinsgründer gelten: Emil Abel, Otto Beyer, Franz Franke, Walter Gillketter, Ernst Gladis, Georg Greuel, Max Gutte, Franz Mosolf, Bruno Owczaryczek, Hugo Pomnitz, Alwin Schmallandt und Heinz Weißgerber.
Zu Beginn der Saison 1908/09 trat der Verein dem Märkischen Fußballbund bei (Abt. Berliner Ballspielbund) und wurde der II. Spielklasse zugeteilt. Gleich im ersten Spieljahr konnte hinter Hevellia der 2. Tabellenplatz und damit der Aufstieg in die I. Klasse erreicht werden. Gespielt wurde auf dem Tempelhofer Feld (später Flughafen Tempelhof, dann Tempelhofer Freiheit). In der Spielzeit 1910/11 konnten schon drei Mannschaften gemeldet werden, und zwei Jahre später startete zum ersten Mal eine Jugendmannschaft. Die erste Meisterschaft wurde in der Serie 1914/15 in der III. Klasse errungen, jedoch nach einem Einspruch von Treptow-Süd "am grünen Tisch" wieder aberkannt.
Der bis 1933 in der Meisterschaft des ATSB spielende Club fusionierte bereits 1918 mit der Freien Sport-Vereinigung 1913 Berlin und agierte fortan als Freie Sport-Vereinigung Hansa 07 Berlin. 1911 trat die Mannschaft kurzzeitig dem SC Hellas 04 bei. Nach der 1933 erfolgten Auflösung der Arbeitersportbewegung vollzogen die Berliner 1935 eine erneute Namensänderung in Fußballsportverein 07 Berlin, welche bis 1945 beibehalten wurde.
Nach 1945 galt dann zunächst das alliierte Verbot von Privatvereinen. Stattdessen gab es jetzt Spielgemeinschaften auf Bezirksebene wie die SG Kreuzberg-Ost. Kreuzberg-Ost nahm bereits 1945 an der ersten Berliner Nachkriegsmeisterschaft teil, welche gleichzeitig als Qualifikationsrunde zur neu gegründeten Berliner Stadtliga diente. Dabei scheiterte Kreuzberg-Ost hinter dem späteren Berliner Meister SG Wilmersdorf sowie an der punktgleichen SG Spandau-Altstadt nur knapp und wurde im Anschluss in die Amateurliga Berlin eingegliedert. In der Berliner Amateurliga war Kreuzberg-Ost durchweg chancenlos und stieg 1949 mit nur drei Saisonpunkten ab. In der Folgezeit verschwand die 1949 wiedergegründete FSV Hansa 1907 Berlin in den Niederungen des Berliner Lokalfußballs.

## Statistik
| Saison  | Liga (1. Herren) | Platz (von) |
| ------- | ---------------- | ----------- |
| 2000/01 | Kreisliga A      | 13 (16)     |
| 2001/02 | Kreisliga A      | 10 (16)     |
| 2002/03 | Kreisliga A      | 10 (16)     |
| 2003/04 | Kreisliga A      | 12 (16)     |
| 2004/05 | Kreisliga A      | 03 (16)     |
| 2005/06 | Kreisliga A      | 12 (16)     |
| 2006/07 | Kreisliga A      | 14 (16)     |
| 2007/08 | Kreisliga B      | 02 (16)     |
| 2008/09 | Kreisliga A      | 09 (16)     |
| 2009/10 | Kreisliga A      | 05 (16)     |
| 2010/11 | Kreisliga A      | 06 (16)     |
| 2011/12 | Kreisliga A      | 06 (16)     |
| 2012/13 | Kreisliga A      | 06 (16)     |
| 2013/14 | Kreisliga A      | 05 (16)     |
| 2014/15 | Kreisliga A      | 02 (16)     |
| 2015/16 | Bezirksliga      | 11 (16)     |
| 2016/17 | Bezirksliga      | 06 (16)     |
| 2017/18 | Bezirksliga      | 08 (16)     |
| 2018/19 | Bezirksliga      | 04 (16)     |
| 2019/20 | Bezirksliga      | 06 (16)     |
| 2020/21 | Bezirksliga      | 11 (16)     |
| 2021/22 | Bezirksliga      | 05 (16)     |
| 2022/23 | Bezirksliga      | 04 (16)     |
| 2023/24 | Bezirksliga      | 01 (16)     |

- Teilnahme Stadtliga Berlin: 1945/46 (Qualifikation)

Die Wiedergründung
Nachdem das Verbot von Privatvereinen aufgehoben wurde, beantragten Alwin Schmallandt, Richard Jütze, Willi Jaensch, Ernst Lange und Ernst Mauritz die Lizenzierung der Freien Sport-Vereinigung Hansa. Am 7. Mai 1949 erfolgte daraufhin eine außerordentliche Generalversammlung, in der die Wiedergründung der FSV Hansa 07 beschlossen wurde.
Eins der (sportlich) berühmtesten Hansa 07-Eigengewächse war vermutlich der Mittelstürmer Klaus Taube, der in der Hansa-Jugend spielte, bevor er 1951 als 16-Jähriger zu Hertha BSC wechselte und dort nach kurzer Zeit zum Stammspieler reifte.
Seit den siebziger und achtziger Jahren spielen bei Hansa viele Migranten sowie Studenten aus der Kreuzberger Alternativbewegung. In den 90er Jahren wurde der Verein bekannt durch die von Harald "Halla" Tolksdorf initiierten Kampagne Catenaccio gegen Rassisten. Nach den gewaltsamen Übergriffen gegen Ausländer in Rostock-Lichtenhagen und in anderen Städten wurde die Parole in schwarzen Lettern auf die Trikots gedruckt, um ein eindeutiges Zeichen zu setzen. Der Verein engagiert sich auch heute gegen Rassismus und Homophobie insbesondere im Fußball.
Aktuell verfügt die FSV Hansa 07 über ein durchgehendes Fußball-Angebot von einer Ballspielgruppe ab 4 Jahren bis hoch zur Ü60. Auch Frauen- und Mädchenfußball sowie Futsal werden im Verein gespielt.

## Personen
- Klaus Taube
- José Antunes